# Robert Gould Shaw III
Robert Gould Shaw III, detto Bobbie (Beverly, 18 agosto 1898 – Londra, 10 luglio 1970), è stato un socialite statunitense naturalizzato britannico.

## Biografia
Cugino del colonnello Robert Gould Shaw, Robert Gould Shaw III nacque nel Massachusetts nel 1898, figlio di Nancy Witcher Langhorne e Robert Gould Shaw II. Un anno dopo il divorzio dei genitori nel 1903, si trasferì nel Regno Unito con la madre, che nel 1906 si risposò con Waldorf Astor, II visconte Astor, da cui ebbe altri cinque figli. 
Il giovane Shaw studiò alla Shrewsbury School e poi al Royal Military College di Sandhurst prima di unirsi alle Royal Horse Guards nel 1917 con il grado di secondo tenente. Dopo una breve parentesi nel Guards Machine Gun Regiment tra il 12 agosto 1918 al 31 gennaio 1919, il 21 giugno 2019 tornò alle Royal Horse Guards con il grado di tenente; trascorse il resto della sua carriera con questa unità militare, da cui fu costretto a congedarsi nel 1929: era stato colto in flagrante in intimità con un soldato, anche se formalmente fu dichiarato che era stato sorpreso ubriaco al lavoro.
Nel 1931 trascorse sei mesi in prigione per aver provato ad adescare un poliziotto, motivo per cui il suo nome fu cancellato dall'Army List il 17 luglio 1931. L'influenza delle madre fece in modo che lo scandalo non diventasse di pubblicò dominio: dato che The Observer era di proprietà del marito e The Times era del cognato, la notizia non fu mai data alle stampe.
Fu legato sentimentalmente ad Alfred Goodey, a cui Nancy Astor donò un ritratto del figlio realizzato da John Singer Sargent nel 1923. Gli ultimi dieci anni della sua vita furono profondamente segnati dall'alcolismo e dalla morte della madre e del fratellastro. Dopo un fallito tentativo di suicidio con i sonniferi nel 1964, si tolse la vita nel 1970 all'età di 71 anni.